# Itriaïta-(Y)
|  | No s'ha de confondre amb la itrialita-(Y), un mineral de la classe dels silicats.. |

La itriaïta-(Y) és un mineral de la classe dels òxids. Rep el nom pel seu contingut d'itri.

## Característiques
La itriaïta-(Y) és un òxid de fórmula química Y₂O₃. Va ser aprovada com a espècie vàlida per l'Associació Mineralògica Internacional l'any 2010. Cristal·litza en el sistema isomètric. La seva duresa a l'escala de Mohs es troba entre 5 i 6. Els exemplars que van servir per a determinar l'espècie, el que es coneix com a material tipus, es troben conservats al departament de ciències minerals del Museu d'Història Natural del Comtat de Los Angeles, a Califòrnia, amb número de catàleg 63272, i un d'aquestst és a les col·leccions del Museu Mineralògic Fersman, a Moscou, amb el número de registre 4147/1.

## Formació i jaciments
Va ser descoberta al riu Bol'shaya Pol'ya, al Districte Federal dels Urals, Rússia, en forma de cristalls aïllats de menys de 6 μm de diàmetre, com a inclusions en tungstè natiu. Es tracta de l'únic indret on ha estat trobada aquesta espècie mineral.